# Фабіан О'Нілл
Фабіан О'Нілл (ісп. án O'Neill, 14 жовтня 1973, Пасо-де-лос-Торос — 25 грудня 2022, Монтевідео) — уругвайський футболіст, центральний атакувальний півзахисник.
Насамперед відомий виступами за уругвайський «Насьйональ», італійський «Кальярі» та національну збірну Уругваю.

## Клубна кар'єра
У дорослому футболі дебютував 1992 року виступами за команду клубу «Насьйональ», в якій провів три сезони, взявши участь у 63 матчах чемпіонату. Більшість часу, проведеного у складі «Насьйоналя», був основним гравцем команди.
Своєю грою за цю команду привернув увагу представників тренерського штабу італійського клубу «Кальярі», до складу якого приєднався 1995 року. Відіграв за головну команду Сардинії наступні п'ять сезонів своєї ігрової кар'єри. Граючи у складі «Кальярі» також здебільшого виходив на поле в основному складі команди.
2000 року уклав контракт з клубом «Ювентус», у складі якого провів наступний рік своєї кар'єри гравця. У складі «старої сеньйори» не закріпився і на початку 2002 року перейшов до «Перуджи», а невдовзі повернувся до «Кальярі».
Знову заграти у сардинській команді не зміг і того ж 2002 року вирішив завершити ігрову кар'єру. Повернувшись на батьківщину спробував поновити виступи на футбольному полі, однак, провівши лише 5 ігор за «Насьйональ» у 2003, остаточно залишив професійний футбол.

## Виступи за збірну
1993 року дебютував в офіційних матчах у складі національної збірної Уругваю. Протягом кар'єри у національній команді, яка тривала 10 років, провів у формі головної команди країни лише 19 матчів, забивши 2 голи.
У складі збірної був учасником розіграшу Кубка Америки 1993 року в Еквадорі та чемпіонату світу 2002 року в Японії і Південній Кореї.